# Піскожовиці (Нижньосілезьке воєводство)
Піскожовиці (пол. Piskorzowice) — село в Польщі, у гміні Менкіня Сьредського повіту Нижньосілезького воєводства.
У 1975-1998 роках село належало до Вроцлавського воєводства.